# Hilbert Wagner
Hilbert Wagner (* 10. Februar 1955) ist ein deutscher Kegelsportler.
Am 5. August 2007 gewann der für die Kegelfreunde Oberthal startende Sportler bei der Weltmeisterschaft im belgischen Eupen die Goldmedaille. Mit 36 Einsätzen ist er deutscher Rekordnationalspieler.
An allen 15 Meistertiteln für die Kegelfreunde Oberthal in der Bundesliga, davon 10 Meistertitel in Folge, war Hilbert Wagner beteiligt.